# Nicu Ceaușescu
Nicu Ceaușescu (pronuncia rumena: [ˈniku tʃeauˈʃesku]) (Bucarest, 1º settembre 1951 – Vienna, 26 settembre 1996) è stato un politico rumeno.
È stato il terzo figlio del dittatore comunista della Romania Nicolae Ceaușescu e di sua moglie Elena. Stretto collaboratore del padre Nicolae, era considerato suo futuro successore alla guida della Romania. Dopo la rivoluzione rumena del 1989 fu processato; assolto per le accuse più gravi che avevano portato alla fucilazione dei genitori (genocidio, crimini contro lo Stato e distruzione dell'economia nazionale) ma condannato in totale a 21 anni di carcere per istigazione a delinquere aggravata, impiego di munizioni non conformi alle normative vigenti e possesso illegale di armi ma fu scarcerato dopo tre anni per motivi di salute. Noto playboy, giocatore d'azzardo e bevitore, morì per cirrosi epatica nel 1996 a soli 45 anni.

## Biografia
Diplomatosi alla scuola superiore Jean Monnet di Bucarest, Nicu ha successivamente conseguito la laurea in fisica presso l'università degli studi della medesima città. Ha fatto parte della federazione giovanile comunista dell'università, diventandone primo segretario, per poi essere eletto al comitato centrale del Partito Comunista Romeno nel 1982. È stato anche presidente dell'Unione dei Giovani Comunisti. A metà degli anni ottanta è stato nominato membro del comitato esecutivo del Partito Comunista Romeno e, nel 1987, capo del distretto di Sibiu. Ha avuto una lunga relazione con la campionessa olimpica Nadia Comăneci, all'epoca minorenne, in merito alla quale si è parlato di abusi e violenze che lei stessa ha confermato.
Le relazioni "ufficiali" di Nicu, tra cui una che avrebbe dovuto sfociare in matrimonio, erano invece soggette all'approvazione della madre, che gli vietò di sposare il suo unico amore, Donca Mizil, da lei non gradita.

### Vita dopo il comunismo
Nicu è stato un forte bevitore e un playboy fin dal liceo. Ion Mihai Pacepa dichiarò che il suo comportamento scandalizzava Bucarest, in quanto causava spesso incidenti automobilistici. Quando Ceaușescu padre venne a conoscenza dei problemi del figlio, gli consigliò di concentrarsi sul lavoro e sull'amministrazione dello Stato rumeno, cercando – invano – di distogliere dai vizi il figlio, che era oltretutto un giocatore d'azzardo capace di sperperare ingenti somme nei casinò di tutto il mondo (debiti che il padre ha saldato, spesso distogliendo risorse dalle casse dello Stato).
Il 22 dicembre 1989, a seguito della caduta del regime dopo la rivoluzione rumena, Nicu Ceaușescu venne arrestato con le accuse di crimini contro lo Stato e distruzione dell'economia nazionale. Subì una condanna a vent'anni di carcere, ma fu tuttavia scarcerato nel novembre 1992 a causa di un accoltellamento subito e delle precarie condizioni generali di salute. La cirrosi lo portò alla morte nel 1996.

## Procedimenti giudiziari e morte
- 22 dicembre 1989 - Viene arrestato sull'auto su cui viaggiava verso Bucarest mentre entrava nella capitale. La notizia venne riportata dalla Television Studio 4 dopo che era stato accoltellato alla pancia. Sapeva che il cannone aveva sparato a Sibiu, tra la folla si vociferava che avesse preso in ostaggio dei bambini.
- 25 dicembre 1989 - Elena e Nicolae Ceaușescu vengono condannati a morte e giustiziati.
- 28 dicembre 1989 - Il procuratore militare Mihai Popa e l'ufficio del procuratore generale emettono un mandato di cattura a nome di Nicu Ceauşescu con l'accusa di genocidio. Il processo incomincia a Sibiu il 26 maggio 1990. Viene accusato di essere responsabile della morte di 102 persone a Sibiu nei giorni della rivoluzione.
- 21 settembre 1990 - Il tribunale militare di Bucarest lo condanna a 20 anni di carcere per istigazione a delinquere aggravata e a cinque anni per l'impiego di munizioni non conformi alle normative vigenti.
- 3 giugno 1991 - In un nuovo processo, la condanna viene ridotta a 16 anni di carcere.
- 20 novembre 1992 - Viene condannato a cinque anni di carcere per possesso illegale di armi e di munizioni. Viene rilasciato su cauzione per motivi medici.
- 16 settembre 1996 - A 45 anni, è ricoverato presso l'ospedale d'emergenza universitaria, con una diagnosi di sanguinamento del tratto gastrointestinale superiore, varici esofagee e cirrosi epatica.
- 18 settembre 1996 - Lascia la Romania per sottoporsi a degli interventi di chirurgia a Vienna.
- 26 settembre 1996 - Nicu Ceauşescu muore a Vienna. Viene sepolto tre giorni dopo presso il cimitero civile di Ghencea, a Bucarest; la sua bara venne avvolta con la bandiera rumena.